# Nachal Duma
Nachal Duma (hebrejsky נחל דומה) je vádí na Západním břehu Jordánu a v jižním Izraeli, v severní části Negevské pouště, respektive na pomezí Negevu a jižní části Judských hor (Hebronské hory).
Začíná v nadmořské výšce přes 600 metrů severně od města Dahrija na Západním břehu Jordánu. Směřuje pak k severozápadu kopcovitou bezlesou krajinou, ze severu míjí vesnici Bajt ar-Ruš al-Fauka a vstupuje na území Izraele. Zde z východu míjí vrch Giv'at Miršam. Prochází pak neosídlenou kopcovitou krajinou převážně pouštního charakteru a jižně od vesnice Amacja zleva ústí do vádí Nachal Adorajim.